# Sondatge nasogàstric
El sondatge nasogàstric és un procés mèdic que implica la inserció d'un tub de plàstic (sonda nasogàstrica o tub NG) pel nas, cap avall per l'esòfag i fins a l'estómac. El sondatge orogàstric és un procés similar que implica la inserció d'una sonda de plàstic (tub orogàstric) a través de la boca. Abraham Louis Levin va inventar la sonda NG. La sonda nasogàstrica també es coneix com a sonda de Ryle als països de la Commonwealth, després de John Alfred Ryle.

## Usos
Una sonda nasogàstrica s'utilitza per alimentar i administrar fàrmacs i altres agents orals com el carbó activat. Per als fàrmacs i per a quantitats mínimes de líquid, s'utilitza una xeringa per a la injecció a la sonda. Per a l'alimentació contínua, s'utilitza un sistema basat en la gravetat, amb la solució col·locada més alta que l'estómac del pacient. Si cal una supervisió de l'alimentació administrada, la sonda es connecta sovint a una bomba electrònica que pot controlar i mesurar la ingesta del pacient i assenyalar qualsevol interrupció de l'alimentació. Les sondes nasogàstriques també es poden utilitzar com a ajuda en el tractament de trastorns alimentaris que amenacen la vida, especialment si el pacient no compleix amb l'alimentació. En aquests casos, es pot introduir una sonda nasogàstrica a la força per alimentar-lo contra la seva voluntat sota contenció física. Aquesta pràctica pot ser molt angoixant tant per al pacient com per al personal sanitari.
L'aspiració nasogàstrica és el procés de drenatge del contingut de l'estómac a través de la sonda. L'aspiració nasogàstrica s'utilitza principalment per eliminar les secrecions gastrointestinals i l'aire empassat en pacients amb obstrucció intestinal. L'aspiració nasogàstrica també es pot utilitzar en situacions d'enverinament quan s'ha ingerit un líquid potencialment tòxic, per a la preparació abans de la cirurgia sota anestèsia i per extreure mostres de líquid gàstric per analitzar-les.
Si la sonda s'ha d'utilitzar per al drenatge continu, normalment s'adjunta a una bossa col·lectora situada per sota del nivell de l'estómac del pacient; la gravetat buida el contingut de l'estómac. També es pot afegir a un sistema de succió, però aquest mètode sovint es limita a situacions d'emergència, ja que la succió constant pot danyar fàcilment el revestiment de l'estómac. En situacions que no són d'emergència, sovint s'aplica la succió intermitent donant els beneficis de la succió sense els efectes nocius del dany al revestiment de l'estómac.